# Лункшору
Лункшору (рум. Luncșoru) — село у повіті Долж в Румунії. Входить до складу комуни Герчешть.
Село розташоване на відстані 170 км на захід від Бухареста, 14 км на північний схід від Крайови.

## Населення
За даними перепису населення 2002 року у селі проживали 103 особи, усі — румуни. Усі жителі села рідною мовою назвали румунську.